# Комитет по переходному периоду и восстановлению институтов
Комитет по переходному периоду и восстановлению институтов (фр. Comité pour la transition et la restauration des institutions, CTRI) — правящая военная хунта Габона, пришедшая к власти 30 августа вследствие военного переворота 2023 года после отмены итогов всеобщих выборов, которые прошли четырьмя днями ранее.

## История
Группа его членов заявила ранним утром 30 августа, что режим президента Али Бонго Ондимбы закончился. Среди них были армейские полковники и члены Республиканской гвардии. Они также объявили о роспуске государственных институтов, включая «правительство, сенат, национальную ассамблею, конституционный суд, экономический, социальный и экологический совет и избирательный центр Габона».
Генерал Брис Олиги, бывший сторонник президента, помог осуществить переворот и был назначен временным главой государства.
Комитет был распущен 2 мая 2025 года.